# Fănuș Neagu
Pour les articles homonymes, voir Neagu.
Fănuș Neagu est un écrivain, scénariste, comédien, journaliste roumain né le 5 avril 1932 à Grădiștea (județ de Râmnicu Sărat, aujourd'hui dans le județ de Brăila) et mort le 24 mai 2011 à Bucarest.

## Biographie
Fănuș Neagu est né Ștefan Neagu le 5 avril 1932 à Grădiştea de Sus dans le Județ de Brăila, à mi-chemin entre Brăila et Buzău. Ses parents, Vasile Neagu et Paraschiva Miroslav, étaient paysans. Ștefan, surnommé Fane, a vécu ses premières années dans une modeste petite maison construite par Vasile, refaite par son frère George dans les années 60, puis donnée aux autorités municipales pour devenir un musée. Le village était battu par un vent froid l'hiver et brûlant l'été ; Fănuș Neagu a vécu en partie chez ses grands-parents près de la rivière Buzău. Il a souvent indiqué qu'il avait hérité du don de conteuse de sa grand-mère analphabète, Nastasia Miroslav, qui connaissait des centaines d'histoires.
Il a été éduqué dans son village natal, avant d'être admis au lycée militaire de Iași, puis de poursuivre à Câmpulung-Muscel en 1945-46, pour finalement revenir où il avait commencé. Il a ensuite fréquenté en 1950-51 des lycées pédagogiques, qui étaient en quelque sorte les écoles normales roumaines de l'époque, à Bucarest et à Galați. Il a, à cette époque, fréquenté des cénacles et joué au volley-ball à haut niveau. En 1951, il intégra l'école de littérature Mihai Eminescu, dont il fut exclu quatre heures avant le banquet final pour être sorti en douce jouer au billard. Il y connut Nicolae Labiș ou Radu Cosașu. Il s'inscrivit à la faculté de philologie, mais ne passa jamais sa licence, puis finit par trouver un poste d'enseignant dans le village de Largu, dans le Bărăgan, dont vint l'extraire Ion Baieșu pour lui offrir un poste de reporter à Scînteia tineretului, le supplément de Scînteia. Durant toute sa carrière d'écrivain, il occupa de nombreux postes dans la presse et ailleurs. Il fut rédacteur en chef adjoint de la revue Amfiteatru en 1965-68, puis de Luceafărul en 1968, adjoint au secrétaire de l'association des écrivains de Bucarest, dirigea l'union des écrivains. Plus tard, il devint directeur du Théâtre national de Bucarest (1993-1996), membre correspondant (1993), puis titulaire (2001) de l'Académie roumaine. Le sport tint toujours une place importante dans sa carrière et il ne cessa jamais d'écrire des chroniques sportives dans de nombreux journaux ou revues. Il écrivit aussi de nombreux scenarii pour le cinéma, souvent en collaboration, et y tint occasionnellement des rôles. C'était une figure pittoresque de la vie littéraire, tantôt charmeur voire fascinant, tantôt irritant, marqué par une importante consommation d'alcool. Il était marié avec Stela, dont il eut une fille, Anita Ruxandra.
Fănuș Neagu a fait ses débuts littéraires avec la nouvelle Nu mai e loc pe lume dans Tînărul scriitor du 7 juillet 1954, où il est question d'un sacristain voleur et antipathique finalement démasqué comme propagandiste anti-collectiviste. Le roman qui l'a vraiment fait connaître est Îngerul a strigat, toujours le plus connu dans les années 2020. On sait qu'il eut un grand succès critique, mais aussi commercial. Son premier tirage en novembre 1968 fut de 30 140 exemplaires, et il y eut dix rééditions du vivant de l'auteur. Le roman lui valut aussi le Prix de l'Union des écrivains roumains dans la catégorie prose en 1968, le deuxième après celui en 1964 pour son anthologie de nouvelles Cantonul părăsit. Neagu l'obtint à nouveau en 1970, 1976 et 1977. Il écrivit aussi pour le théâtre et ses pièces furent régulièrement jouées : Scoica de Lemn au théâtre Nottara en 1967, puis en 1985 Echipa de zgomote au théâtre Majestic et Olelie au Théâtre national de Bucarest,  Caza de la miezul nopții en 1993 aux théâtres nationaux de Bucarest et de Timișoara. Fănuș Neagu est décédé le 24 mai 2011 à l'hôpital Elias de Bucarest d'un cancer de la prostate.

## Influence et place dans la littérature roumaine
Andreia Roman et Cécile Folschweiller reconnaissent à Fănuș Neagu une « imagination prodigieuse » et le recentrent parmi les auteurs enracinés en Dobroudja, avec Panaït Istrati, Vasile Voiculescu, Ștefan Bănulescu ou Constantin Țoiu. Elles pensent néanmoins que sa prose perd en expressivité dans les environnements urbains.
Nicolae Manolescu adopte un point de vue un peu différent : bien qu'il trouve les romans suivants sans intérêt littéraire, le critique considère que Frumoșii nebuni ai marilor orașe [Les fous magnifiques des grandes villes] est juste un cran en dessous d'Îngerul a strigat [L'ange a crié] et constitue un pastiche des Seigneurs du Vieux-Castel de Mateiu Caragiale, un roman de tradition carnavalesque, dont Mikhaïl Bakhtine voyait les racines dans la satire ménippée de l'Antiquité.
Lucian Chișu s'est intéressé à la réception critique de ses œuvres et a par exemple relevé que la publication du recueil de nouvelles În văpaia lunii en 1971 s'était faite dans la collection « Biblioteca pentru toți », ce qui était un événement majeur, car cela en faisait en quelque sorte un classique de son vivant. Il s'est également intéressé à ses trois premiers recueils de nouvelles, qui furent encore publiés avant la période dite de « dégel culturel » et a constaté que, malgré de nombreuses critiques, son talent était reconnu. Outre son attachement au passé, il lui était également reproché, comme à Nicolae Velea, de ne pas aller au bout de l'analyse des conflits moraux, sujet à la mode au début des années soixante en Roumanie, c'est-à-dire qu'ils n'étaient pas suffisamment résolus grâce aux nouveaux concepts socialistes.

## Œuvres

### Œuvres littéraires
- Ningea în Bărăgan, nouvelles, 1959 ;
- Somnul de la amiază, nouvelles, 1960 ;
- Dincolo de nisipuri, nouvelles, 1962 ;
- Cantonul părăsit, nouvelles, 1964 ;
- Vară buimacă, nouvelles, 1967 ;
- Îngerul a strigat, roman, 1968 ;
- Echipa de zgomote, théâtre, 1970 ;
- Casa care se leagănă, livre pour enfants, 1971 ;
- Fântâna, 1972 ;
- Cronici de carnaval, articles de presse, 1972 ;
- Cronici afurisite, articles de presse, 1976 ;
- Frumoșii nebuni ai marilor orașe, roman, 1976 ;
- Scoica de lemn, théâtre, 1978 ;
- Cartea cu prieteni, souvenirs, 1979 ;
- În văpaia lunii , nouvelles, 1979 ;
- Insomnii de mătase,, souvenirs, 1981 ;
- Pierdut în Balcania, nouvelles, 1982 ;
- A doua carte cu prieteni. Poeme răsărite-n iarba, souvenirs, 1985 ;
- Întâmplări aiurea și călătorii oranj, articles de presse, 1987 ;
- Scaunul singurătății, roman, 1988 ;
- Povestiri din drumul Brăilei, nouvelles, 1989 ;
- Țara hoților de cai, roman, 1991 ;
- Casa de la miezul nopții, théâtre, 1994 ;
- Partida de pocher, 1995
- O corabie spre Bethleem, 1997 ;
- Amantul Marii Doamne Dracula, roman, 2001 ;
- Punți prăbușite, 2002 ;
- Asfințit de Europa, răsărit de Asia, Jurnal cu fața ascunsă, 2004

### Traductions en français
- Le Delta du Danube, Meridiane, Bucarest, 1963. La préface et les légendes du guide touristique sont de Neagu, le traducteur n'est pas connu.
- Un ange a crié, extrait du roman Îngerul a strigat traduit par Fernand Bloch, dans le numéro spécial des Lettres Nouvelles de février 1976, Écrivains roumains d'aujourd'hui, p. 111-125.

D'autres traductions existent en allemand et en hongrois, un roman a aussi été traduit en néerlandais.

### Filmographie

#### En tant que scénariste
- Lumină de iulie, 1963, avec Vintilă Ornaru
- Vremea zăpezilor, 1966, avec Nicolae Velea
- Adio dragă Nela, 1972, avec Petre Bărbulescu
- Ciprian Porumbescu, de Gheorghe Vitanidis, 1973, dialogues
- Dincolo de nisipuri, 1974
- Casa de la miezul nopții, de Gheorghe Vitanidis, 1976
- Punga cu libelule, de Manole Marcus, 1981, avec Vintilă Ornaru
- Baloane de curcubeu, 1983, avec Vintilă Ornaru
- Lișca, 1984, avec Vintilă Ornaru
- Sosesc păsările călătoare, de Geo Saizescu,  1985
- Casa din vis, 1992, avec Ioan Cărmăzan
- Terente, regele bălților, 1995, avec Lucian Chișu

#### En tant qu'acteur
- Elixirul tinereții en 1975, spectateur d'un match de football
- Casa de la miezul nopții de Gheorghe Vitanidis en 1976, Taliverde
- Crucea de piatră en 1994, un général soviétique